# Drosophila antioquia (artgrupp)
Drosophila antioquia är en artgrupp inom släktet Drosophila och undersläktet Drosophila. Artgruppen består av tre neotropiska arter som beskrevs år 2000 av Vilela och Bachli.

## Arter inom artgruppen
- Drosophila antioquia
- Drosophila caripe
- Drosophila freiremaiai